# 長 (配音員)
長（日语： Chō，1957年12月15日—），本名長島茂（日语：／ Nagashima Shigeru），舊藝名長島雄一（日语：／ Nagashima Yūichi），是日本男性演員、聲優。

## 人物簡介
- 屬於俳協
- 埼玉縣出身。
- 血型是B型。
- 身高167cm、體重63kg
- 近年來多出演老人或反派角色
- 名字「チョー」的理由1據說是來自自己在NHK教育頻道主持的節目「探險我的城鎮」（たんけんぼくのまち）這個節目的「1等町（チョー）!」的「町」，另外可能是理由2來自他的姓「長島」的「長」的音讀「チョー」。

## 演出作品
※粗體字表示說明飾演的主要角色。

### 電視動畫
- 迷糊女戰士（老人）
- 御伽草子（叔叔A、構内放送）
- 奇幻魔法Melody（高嶺隆二）
- 快傑蒸汽偵探團（川久保）
- 雞與牛（沒穿褲子先生）
- 神槍少女（第4話 マリオ・ボッシ）
- 炸彈人 彈珠人爆外傳（橘寶老師、カゼ丸、ジイボン、かんぬしボン）
- 魔人偵探腦嚙涅羅（滿田福男）
- 咕嚕咕嚕魔法陣（ワンチン、サーチアイ、商人）
- 呢間學校有古怪（ルーア）
- 忍者龜（アルブスト）
- 楓之谷（長老、イエティ、老キノコ、魔法族の長）
- 魍魎之匣（寺田兵衛）
- MONSTER（絵本マニア）
- 飛虎奇兵（スラム）
- 遊戲王GX（樺山教授/カレー仮面、冥界の番人の盾）
- 世界毀滅（旅館主人）
- 魔法咪路咪路（城戶權三）
- 徹之進（西圖）
- 最遊記（假悟空）
- 魔法少年賈修（店長）
- 極速攝殺（大久保）
- 地上最強新娘（ファノさん）
- 櫻桃小丸子（藤木之父）
- 火影忍者（ハッカク）
- 小心啊公主（新高圓寺博士）
- 向陽素描系列（校長）
- 甲蟲王者（巴薩）
- 交響詩篇（渥茲）
- 貯金大冒險（タロ）
- 混沌武士（邊太）
- 劍豪生死斗（語り）
- 可愛巧虎島（撲克國王）
- 真·女神轉生 惡魔之子（紅杯子）
- 超能奇兵（桐生忠範）
- 急救超人兵團（モグモッグル）
- 爆鬥宣言大鋼彈（國王）
- Battle Spirits 少年突破馬神（粉紅、解說員）
- 嬉皮笑園（教授、艦長）
- 非戰特攻隊：帝國陸軍情報部第3課（漢克斯大尉）
- 最高機密 (漫畫)（貝沼清隆）
- 布布恰恰（恰恰）
- 變形金剛：超能連結（阿法Q）
- 變形金剛進化版（閃電）

1990年
- 功夫貓黨（ヒマワリ2号、ササニシキ四号、ピッド9号、ミサイル屋長兵衛、野牛10号、イシカリ2号）

1991年
- 至尊勇者（風神）

1992年
- 宇宙騎士BLADE（サクアーリ参謀、ゲリラ兵）
- 蜜柑繪日記（桃治郎）
- 俏皮小花仙（ノッポ）

1993年
- 熱血最強（レポーター）
- 勇者特急隊（サリー和テツヤ的父親）

1994年
- 勇者警察（フォルカー博士）

1995年
- 去吧！稻中乒團（柴崎、星野、北里、前野的邪念的牛前野、加山、井蓋爺爺、鹽村、岡田、靴、冰淇淋攤子的老爹、計程車司機、其他）
- BB保你大(保與田源大)

1996年
- 勇者指令（死神宇宙人ヒュドロン星人）
- 名偵探柯南（1996年：警官，2006年：長谷川實，2007年：警部）
- 蠟筆小新（1996年：登山者A，1998年：源先生，2001年：野原銀之介（第二代）、高粱）
- 忍者亂太郎（田井大介、猿太、紅鬍子、舞竹城城主／佃貳左衛門〈第2代〉、多田堂禪〈第3代〉 等）
- 哆啦A夢(大山羨代版)（老人、大叔）

1997年
- 烈火之炎（火車丸）

1998年
- 白色十字架（近藤博）
- 抓狂一族（王）
- 金田一少年之事件簿（伊丹吾郎、金田一丙助、斑目紫紋、所轄的刑事）

1999年
- 麻辣教師GTO（内山田教頭）

2000年
- 鐵臂阿童木（漢姆艾格）
- GEAR戰士電童（小偷）
- 犬夜叉（邪見）

2002年
- ONE PIECE（2002年～2003年：巴魯巴魯薩、漢索，2008年起～：布魯克、劍豪龍馬、人面羽毛獅、薩波的父親（奧德路克三世）、冒牌佛朗基（土爾哥）、毛爺爺）※ 長在《ONE PIECE》中的配音除布魯克以外的人物，大多皆是以粗忽屋雜司谷店或粗忽屋新宿店的名義來稱呼
- 我們這一家（司會者、科學家）

2004年
- 阿貴（大魔王）
- 日式麵包王（東馬太郎（爺爺）、東馬次郎（大叔公）、東馬三郎（小叔公）、米凱爾・舒河童 他）
- 妄想代理人#13

2005年
- 極樂天師（陽泉）
- 韋駄天翔（苛士基）
- 草莓棉花糖（老爺爺）
- BLEACH（荒卷真木造）

2006年
- 銀魂（高利貸社長）
- 地獄少女 二籠 (拉麪屋店主)(第4話)
- ×××HOLiC（烏鴉天狗凱斯）
- 櫻蘭高校男公關部（園田美鈴）

2007年
- 結界師（妖曲齋）
- 威爾貝魯物語：威爾貝魯的姐妹（吉拉諾・德・波路傑拉克）
- 威爾貝魯物語：威爾貝魯的姐妹〜第二幕（吉拉諾・德・波路傑拉克）
- 怪物王女（半漁人之長）
- 獵魔戰記（エルミタ）
- 藍龍（變身河馬）
- 火箭女孩（森田寛（酋長））

2008年
- 鬼太郎 第五部（團團坊）
- 初音島II（朝倉純一）
- Yes! 光之美少女5（イソーギン）
- 海馬 (電視動畫)（パッチ）
- 藍龍 天界的七龍（變身河馬）
- 哆啦A夢(水田山葵版)}}（元高角三）

2009年
- 續 夏目友人帳（泥鰍鬍子）

2010年
- 荒川爆笑團（高井照正）
- 妖怪少爺（袖挽大爺）
- 爆漫王（真城二三男）

2011年
- 料理偶像（橫島）
- 寶石寵物 Twinkle☆（磨菇的王）
- GOSICK（墓守）
- 這樣算是殭屍嗎？（ウマメガロ）
- TIGER & BUNNY（マッシーニ）
- 日常（校長先生）
- 花開物語（助川電六）
- 賭博破戒錄（大槻）
- 亞斯塔蘿黛的後宮玩具（奧拉夫·富里茲瑪爾）
- 夏目友人帳 叁（泥鰍鬍子）

2012年
- 夏目友人帳 肆（泥鰍鬍子）
- 宇宙兄弟（南波家的父親）

2013年
- 爆漫王。3（真城二三男）
- 魔王勇者（中年商人）
- 宇宙戰艦大和號2199（薮助治、AU09／分析者、盖尔夫·甘兹）※2012年起于电影院先行上映
- 八犬傳－東方八犬異聞－ 第2期（阿仙）
- MAGI 魔奇少年 第2季（瑪塔路·莫迦梅特）
- 記錄的地平線（茜屋·一文字之介）

2014年
- 七大罪（哥吉烏斯）
- 我，要成為雙馬尾（罪惡魔雀）
- 蟲師 續章（藥屋）
- 記錄的地平線 第2期（茜屋·一文字之介）

2015年
- JOJO的奇妙冒險 星塵鬥士（威爾森·菲利浦斯）
- 亂步奇譚 拉普拉斯的遊戲（中村）
- GATE 奇幻自衛隊 在彼方的土地，如斯的戰鬥（加图·埃·阿尔泰斯坦）
- 軍人少女！（矢野宗一[1]）

2016年
- 大叔與棉花糖（課長）
- 為美好的世界獻上祝福！（博士）
- 亞人（教師）
- 機動戰士GUNDAM UC RE:0096（奇波亞·桑特）
- 魔奇少年 辛巴達的冒險（瑪塔路·莫迦梅特）
- 夏目友人帳 伍（泥鰍鬍子）

2017年
- 時間飛船24（畢達哥拉斯）
- 鎖鏈戰記 ～赫克瑟塔斯之光～（賽凡提斯）
- 櫻花任務（源爺、雅爺）
- 夏目友人帳 陸（泥鰍鬍子）

2018年
- BASILISK～櫻花忍法帖～（七斗鯨飲）
- OVERLORD III（帕爾帕多拉·奧格力翁）
- 高分少女（爺爺）
- 書店裡的骷髏店員本田（法國老翁）
- 梅露可物語 -無精打采的少年與瓶中少女-（加墨）
- 七大罪 戒律的復活（哥吉烏斯）

2019年
- 鬼太郎（第6作）（火車、朱盆）
- KIRA KIRA HAPPY★ 打開吧！見習神仙精靈（長介）
- Endro～！（老教師）
- 深夜的超自然公務員（黑）
- 炎炎消防隊（蒼一郎·阿古）

2020年
- 慕留人-火影忍者新世代-（維克多）
- 歌舞伎町夏洛克（雲隱才藏）
- 織田肉桂信長（千利休）
- LISTENERS 聆聽者（麥吉）
- 噴嚏大魔王2020（報幕叔叔）
- 炎炎消防隊 貳之章（蒼一郎·阿古）
- 半妖的夜叉姬（邪見）
- 在魔王城說晚安（森林長老）

2021年
- 記錄的地平線 圓桌崩壞（茜屋·一文字之介）
- 後空翻少年!!（警備員）
- 龍先生、想要買個家。（レプラホーンA）
- 平穩世代的韋馱天們（歐巴米）
- 死神少爺與黑女僕（魔法之釜）
- 半妖的夜叉姬 貳之章（邪見）
- 宇宙奇妙生物小鐵君（ケズル先生）
- 百萬噸級武藏（デミル・ガウラ）

2022年
- 泡泡糖忍戰（源雲齋、源柳齋）
- 數碼寶貝幽靈遊戲（緬因貓獸）
- 秋葉原冥途戰爭（格鬥俱樂部常客）
- JoJo的奇妙冒險 石之海（龍之夢）

2023年
- 萬事屋齋藤先生轉生異世界（摩洛克[2]、マンティコア）
- 肌肉魔法使-MASHLE-（雷格羅·班地德）
- 地獄樂（木人）
- 神劍闖江湖－明治劍客浪漫譚－（比留間喜兵衛）
- 地下忍者（大野[3]）

2024年
- 肌肉魔法使-MASHLE- 神覺者候補選拔試驗篇（雷格羅·班地德）
- BUCCHIGIRI?!（大登見勘知）
- 勇氣爆發Bang Bravern（波普·格雷夫[4]）
- 葬送的芙莉蓮（武之爺爺）
- 七大罪 啟示錄四騎士（哥吉烏斯）
- 藥師少女的獨語（子昌[5]）
- 轉生貴族憑鑑定技能扭轉人生～繼承弱小領土後，招募優秀人才打造最強領土～（阿魯貝爾·加魯尼）
- 怪獸8號（瀨羽須）
- 福星小子（烏巴[6]）
- 魔王軍最強的魔術師是人類（隆貝克[7]）
- 狼與辛香料 MERCHANT MEETS THE WISE WOLF（林德特）
- 亂馬1/2（第2作）（早乙女玄馬[8]）
- 最狂輔助職業【話術士】世界最強戰團聽我號令（村長）

2025年
- 末日後酒店（[9]）
- 炎炎消防隊 參之章（蒼一郎·阿古[10]）

### OVA
- アニメーション制作進行くろみちゃん 日本のアニメは私が作る!2（日语：アニメーション制作進行くろみちゃん）（葉山暢氣）
- 草莓棉花糖 OVA（老爺爺）
- 鬼公子炎魔（帽子爺爺）
- 電影少女（巡査/カップルの男）
- 風魔小次郎（華惡崇の戦士）

2015年
- 一拳超人（吳服店）

2017年
- 夏目友人帳 遊戲之宴（泥鰍鬍子）

### 網路動畫
2019年
- 拳願阿修羅(山下一夫)

2024年
- 沙漠大冒險（西夫[11]）
- 範馬刃牙 VS 拳願阿修羅（山下一夫[12]）

### 劇場版動畫
- ONE PIECE（布魯克）
- 犬夜叉（邪見）
- ストレンヂア 無皇刃譚（吾平）
- HELLS ANGELS（神サマ、69）
- 昆蟲物語 蜜峰哈奇～勇氣的旋律～（蜜峰爺爺、明明）
- 給小桃的信（豆豆）
- 電影 Go！Princess 光之美少女 Go！Go！！豪華三部曲！！！（南瓜王國國王）

2010年
- 超時空甩尾（犬貫老大、餐廳店長）

2015年
- 亞人 -衝動-（教師）

2018年
- 劇場版 夏目友人帳 ～緣結空蟬～（泥鰍鬍子）

2019年
- 劇場版 幼女戰記（羅利亞）
- 航海王：奪寶爭霸戰（布魯克）
- 劇場版 為美好的世界獻上祝福！紅傳說（博士）

2021年
- 夏目友人帳 喚石與可疑訪客（泥鰍鬍子）
- 宇宙戰艦大和號2205 新的旅程（アナライザーズ、藪助治）
- EUREKA／交響詩篇艾蕾卡7 HI-EVOLUTION（ウォズ）

2022年
- 航海王劇場版：紅髮歌姬（布魯克）
- 異世界四重奏〜Another World〜（博士）

2023年
- 沙漠大冒險（西夫[13]）

2024年
- 電影多啦A夢：大雄的地球交響樂（[14]）

2025年
- 劇場版物怪 第二章 火鼠（時田良路[15]）

### 遊戏
- ONE PIECE系列（布魯克）
- 失落的龍絆（龍龍）
- 原神（「公雞」普契涅拉）
- 沙漠大冒险（西夫）
- 寶可夢大師（柳伯）

### 特攝
- 侍戰隊真劍者（骨のシタリ）
- 烈车战队特急者15、16话怪人
- 動物戰隊獸王者獸王方塊變身、合體唱名

### 廣播劇CD
- 魔乳秘劍帖（三重鳩宗）

### 外國電影
- 變形金剛系列（雷吉·西蒙斯）

## 來源
1. ↑  . .   [2025-07-25]. （原始内容存档于2019-07-06） （日语）.
2. ↑  . Comic Natalie. 2022-07-22  [2022-07-22]. （原始内容存档于2022-09-23） （日语）.
3. ↑  . Comic Natalie. 2023-07-13  [2023-07-13]. （原始内容存档于2023-07-13） （日语）.
4. ↑  . Comic Natalie. 2024-01-19  [2024-01-19]. （原始内容存档于2024-01-22） （日语）.
5. ↑  . Comic Natalie. 2024-03-08  [2024-03-08]. （原始内容存档于2024-03-09） （日语）.
6. ↑  . Comic Natalie. 2024-05-24  [2024-05-24] （日语）.
7. ↑  . Comic Natalie. 2024-04-24  [2024-04-24]. （原始内容存档于2024-05-12） （日语）.
8. ↑  . Comic Natalie. 2024-07-17  [2024-07-17]. （原始内容存档于2024-07-19） （日语）.
9. ↑  . Comic Natalie. 2025-03-23  [2025-03-23] （日语）.
10. ↑  . Comic Natalie. 2024-07-07  [2024-07-07]. （原始内容存档于2024-07-10） （日语）.
11. ↑  . Comic Natalie. 2023-11-14  [2023-11-14]. （原始内容存档于2023-12-26） （日语）.
12. ↑  . Comic Natalie. 2024-05-06  [2024-05-06]. （原始内容存档于2024-05-09） （日语）.
13. ↑  . Comic Natalie. 2023-04-03  [2023-04-03]. （原始内容存档于2023-04-09） （日语）.
14. ↑  Inc, Natasha. . コミックナタリー.   [2023-12-03]. （原始内容存档于2023-12-13） （日语）.
15. ↑  . Comic Natalie. 2024-12-04  [2024-12-04]. （原始内容存档于2024-12-17） （日语）.

## 外部連結
- 官方網站-IT'S CHO TIME（日語）
- 個人網誌-きのう チョー あした （页面存档备份，存于）（日語）
- 事務所公開簡歷（日語）